# Chayanne (álbum de 1988)
Chayanne II es el título del cuarto álbum de estudio grabado por el cantante puertorriqueño-estadounidense Chayanne. Fue lanzado al mercado bajo el sello discográfico CBS Discos el 22 de noviembre de 1988 (hubo un álbum homónimo en 1987) y fue nominado a los Emmy Latinos en 1989.[cita requerida] Con este disco el cantante seguiría con su éxito en la música latina, baladas románticas como «Tú pirata soy yo», «Fuiste un trozo de hielo en la escarcha», «Fantasías» y «Marinero» obtendrían un gran éxito que lo llevaría a ser número 1 en toda América.[cita requerida] «Palo bonito» y «Este ritmo se baila así» seguirían marcando el estilo de ritmo de Chayanne; gracias a su coreografía, esta última canción ganaría el Premio de la Gente - MTV Internacional en 1989. Gracias a este álbum, Chayanne grabó un comercial para Pepsi. Dicho comercial fue grabado en Chile y fue el primero en idioma español en ser transmitido en el SuperBowl estadounidense. [cita requerida]

## Lista de canciones[1]
| Chayanne II |                                           |                                                                           |          |  |
| N.º         | Título                                    | Escritor(es)                                                              | Duración |  |
| 1.          | «Tu pirata soy yo»                        | Honorio Herrero                                                           | 2:53     |  |
| 2.          | «Dile a todo el mundo no»                 | Roberto Livi · Ronnie Foster                                              | 4:30     |  |
| 3.          | «Fuiste un trozo de hielo en la escarcha» | José María Cano                                                           | 4:45     |  |
| 4.          | «Pata-Pata» (con Miriam Makeba)           | Miriam Makeba · Jerry Ragovoy Adapt: al español: Juan Mardi               | 4:15     |  |
| 5.          | «Palo bonito»                             | Ricardo Rico                                                              | 3:48     |  |
| 6.          | «Este ritmo se baila así» («Sye bwa»)     | Jacob Desvarieux · Pierre-Edouard Décimus Adapt: al español: Roberto Livi | 4:28     |  |
| 7.          | «Marinero»                                | José Miguel Perales                                                       | 3:51     |  |
| 8.          | «Fantasías»                               | José Augusto Adapt: al español: Luis Gómez-Escolar                        | 4:30     |  |
| 9.          | «Tengo esperanza» («Gritos de Guerra»)    | Wadinho Marques · Bell Marques Adapt: al español: Juan Mardi              | 3:18     |  |
| 10.         | «Conquistador»                            | Alejandro Vezanni · Gustavo Sánchez                                       | 3:25     |  |
| 39:33       |                                           |                                                                           |          |  |